# William Hervey Lamme Wallace
William Hervey Lamme Wallace (Urbana, 8 juli 1821 - Savannah, 10 april 1862) was een jurist en een generaal tijdens de Amerikaanse Burgeroorlog.

## Loopbaan
Wallace, opgeleid als jurist, nam in 1836 dienst bij de infanterie als volontair, werd benoemd tot tweede luitenant en adjudant en nam deel aan de Slag bij Buena Vista. Hij nam tijdens de Amerikaanse burgeroorlog weer als vrijwilliger dienst, klom op in de rangen en commandeerde onder meer een brigade tijdens de Slag om Fort Donelson. Voor zijn verrichtingen werd Wallace benoemd tot brigadegeneraal van de vrijwilligers. Tijdens de Slag bij Shiloh werd hij dodelijk gewond en stierf uiteindelijk te Savannah, Tennessee. Wallace County werd te zijner nagedachtenis naar hem genoemd.
Hij werd door Ulysses S. Grant als een van de grootste generaals van de union betiteld.

## Militaire loopbaan
- Private: 1846[2]
- Second Lieutenant:
- Adjudant:
- Colonel:[2]
- Brigadier General of Volunteers: 1862